# Sciaena umbra

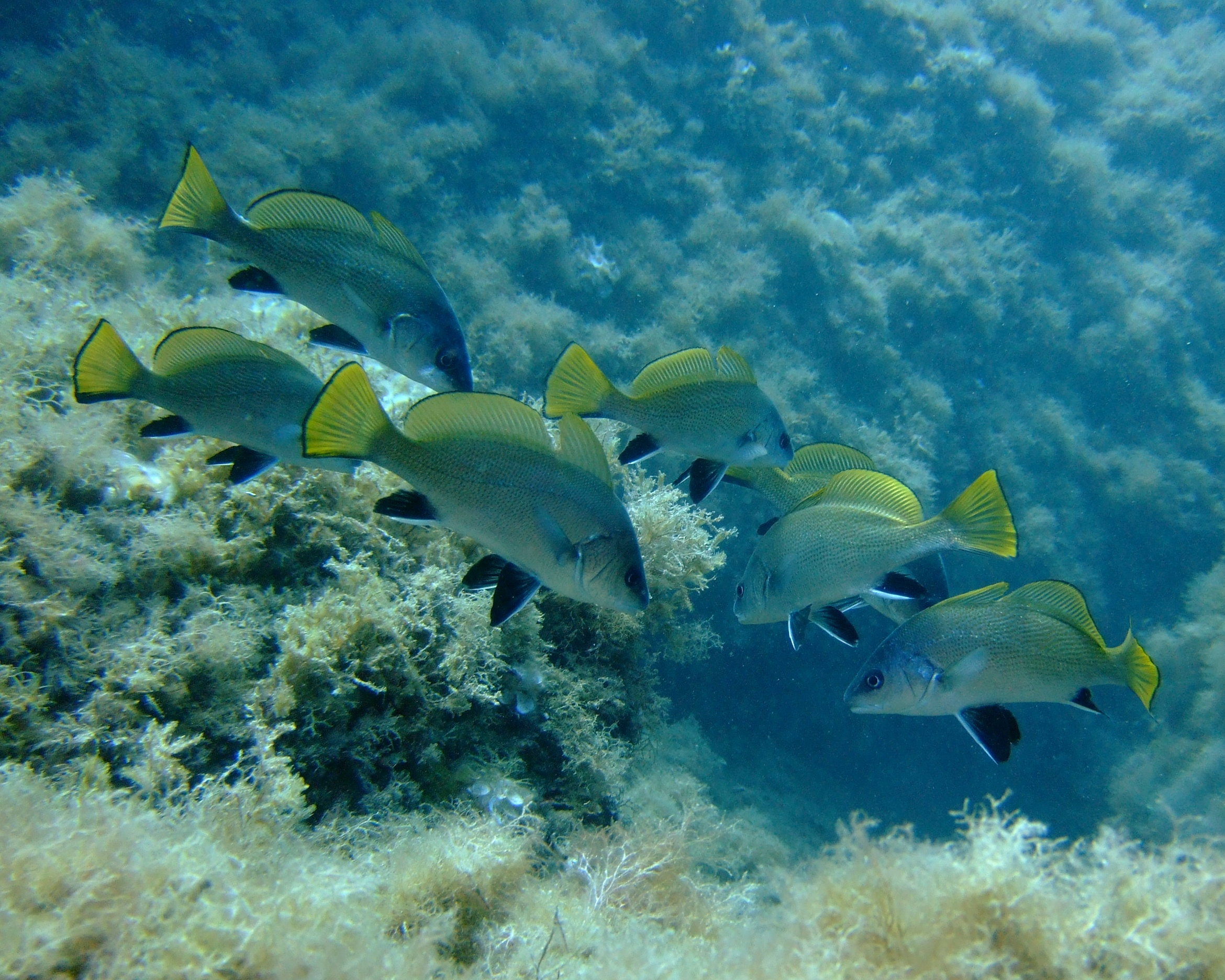

La corvina (Sciaena umbra), è un pesce d'acqua salata appartenente alla famiglia Sciaenidae.

## Distribuzione e habitat
Questa specie è diffusa nel Mediterraneo occidentale e lungo la costa atlantica orientale, dal Canale della Manica fino alla Sierra Leone. Solitamente abita fondali rocciosi, da pochi metri di profondità fino a 30; talvolta si spinge fino a -180 metri.

## Descrizione
La corvina presenta un corpo allungato, compresso ai fianchi, con testa a punta e fronte alta, che discende poi verso il lungo peduncolo caudale disegnando un arco. Il profilo ventrale è orizzontale. Le pinne sono arrotondate. La livrea ha un colore di fondo bruno dorato con riflessi argentei, pinne pelviche e pinna anale di colore nero, con bordo bianco anteriore. La pinna caudale è tendente al giallo, nera sul bordo inferiore, mentre la pinna dorsale doppia, giallastra, è molto marcata. Raggiunge una lunghezza di oltre 50 centimetri.

## Comportamento
Specie gregaria, di abitudini notturne. Di solito piuttosto lenta nei movimenti, capace però di scatti improvvisi in caso di necessità. I maschi di questa specie producono un sordo ticchettio provocato dallo scontro fra loro dei denti faringei, rumore amplificato dalla vescica natatoria che funziona da cassa di risonanza.

## Riproduzione
La deposizione avviene ad agosto.

## Alimentazione
La corvina si nutre di piccoli pesci e di crostacei.

## Pesca
Possiede delle carni molto saporite, e per questo è pescata in tutto il Mediterraneo e nell'Atlantico orientale, anche se non è molto conosciuta. La pesca è vietata in Francia ed è consentita con restrizioni relative alla taglia in Italia. In Turchia gli otoliti sono usati come rimedio per le infezioni del tratto urinario.